# 아드리안 크누프
아드리안 크누프(독일어: Adrian Knup, 1968년 7월 2일 ~ )는 스위스의 은퇴한 축구 선수로 과거 포지션은 스트라이커였다.

## 국가대표팀 득점
| 일시             | 장소       | 상대국가     | 득점 | 결과 | 대회                    |
| ---------------- | ---------- | ------------ | ---- | ---- | ----------------------- |
| 1989년 10월 11일 | 바젤       | 벨기에       | 1    | 2-2  | 1990년 FIFA 월드컵 예선 |
| 1989년 12월 13일 | 산타크루스 | 스페인       | 1    | 1-2  | 친선 경기               |
| 1990년 6월 2일   | 장크트갈렌 | 미국         | 1    | 2-1  | 친선 경기               |
| 1990년 8월 21일  | 빈         | 오스트리아   | 1    | 3-1  | 친선 경기               |
| 1990년 10월 17일 | 글래스고   | 스코틀랜드   | 1    | 1-2  | UEFA 유로 1992 예선     |
| 1990년 11월 14일 | 세라발레   | 산마리노     | 1    | 4-0  | UEFA 유로 1992 예선     |
| 1991년 2월 2일   | 마이애미   | 미국         | 1    | 1-0  | 친선 경기               |
| 1991년 3월 12일  | 발처스     | 리히텐슈타인 | 3    | 6-0  | 친선 경기               |
| 1991년 5월 1일   | 소피아     | 불가리아     | 2    | 3-2  | UEFA 유로 1992 예선     |
| 1991년 6월 5일   | 장크트갈렌 | 산마리노     | 2    | 7-0  | UEFA 유로 1992 예선     |
| 1992년 8월 16일  | 탈린       | 에스토니아   | 2    | 6-0  | 1994년 FIFA 월드컵 예선 |
| 1992년 10월 9일  | 베른       | 스코틀랜드   | 2    | 3-1  | 1994년 FIFA 월드컵 예선 |
| 1993년 3월 17일  | 튀니스     | 튀니지       | 1    | 1-0  | 친선 경기               |
| 1993년 8월 11일  | 보로스     | 스웨덴       | 1    | 2-2  | 친선 경기               |
| 1993년 11월 17일 | 취리히     | 에스토니아   | 1    | 4-0  | 1994년 FIFA 월드컵 예선 |
| 1994년 6월 22일  | 폰티액     | 루마니아     | 2    | 4-1  | 1994년 FIFA 월드컵      |
| 1995년 6월 23일  | 베른       | 독일         | 1    | 1-2  | 친선 경기               |
| 1995년 8월 16일  | 레이캬비크 | 아이슬란드   | 1    | 2-0  | UEFA 유로 1996 예선     |
| 1995년 11월 15일 | 런던       | 잉글랜드     | 1    | 1-3  | 친선 경기               |

## 수상
- 1990-91 스위스 축구 협회 올 시즌의 선수